# Red Rabbit
Red Rabbit ist ein 2002 erschienener Roman von Tom Clancy, der zum Genre der Politthriller gehört. Der Name des Romans spielt darauf an, dass während des Kalten Krieges US-amerikanische Geheimdienstkreise Überläufer aus der Sowjetunion als Red Rabbits („Rote Kaninchen“) bezeichneten.

## Handlung
Anfang der 1980er Jahre droht der neu gewählte Papst Johannes Paul II. (wird im Buch entsprechend seinem bürgerlichen Namen Karol Wojtyła des Öfteren nur als Karol erwähnt) dem sowjetischen Machtapparat rund um Andropow mit der Niederlegung seines Amtes, um in sein Heimatland Polen zurückzukehren und sein unterdrücktes Volk zu unterstützen.
Gleichzeitig bezieht der junge Jack Ryan mit seiner Familie ein Haus in der Nähe Londons, da er als Analyst der CIA mit dem britischen Auslandsgeheimdienst (SIS) in Angelegenheiten der politischen Führung der Sowjetunion zusammenarbeiten soll.
Eine Schlüsselrolle im Buch spielen auch Ed und Mary Pat (MP) Foley, ein Agentenehepaar der CIA, die in Moskau stationiert sind. Durch Zufall trifft Ed eines Tages Oleg Zaitzew, einen Mitarbeiter des KGB, der ihm wertvolle Informationen mitzuteilen hat – er stellt jedoch eine Bedingung: Er möchte mit seiner Familie sicher in den Westen gelangen. Zaitzew bekommt von der CIA den Decknamen Rabbit. Er muss schnellstmöglich ausgeschleust werden. Dies gelingt und aufgrund der gelieferten Informationen kann das Attentat auf den Papst teilweise vereitelt werden.